# Mój śmiertelny wróg
Mój śmiertelny wróg (My Own Worst Enemy) – amerykański serial telewizyjny wyprodukowany przez NBC.
Serial opowiada historię Henry’ego Spiveya (Christian Slater) - przeciętnego czterdziestolatka, który wiedzie spokojne, uporządkowane życie na przedmieściach Los Angeles. Ma żonę (Mädchen Amick), dwójkę dzieci, dom. Pewnego dnia jego życie wywraca się do góry nogami, gdy odkrywa, że posiada drugą osobowość, w której jest tajnym, rządowym agentem - Edwardem Albrightem.

## Główne postacie
- Henry Spivey/Edward Albright – Christian Slater
- Angie Spivey – Mädchen Amick
- Jack Spivey – Taylor Lautner
- Ruthy Spivey – Bella Thorne
- Mavis Heller – Alfre Woodard
- Tom Grady/Raymond Carter – Mike O’Malley
- dr Skinner – Saffron Burrows

## Lista odcinków
| Nr | Tytuł                        | Data premiery USA    |
| -- | ---------------------------- | -------------------- |
| 1  | Breakdown                    | 13 października 2008 |
| 2  | The Hummingbird              | 20 października 2008 |
| 3  | Hello, Henry                 | 27 października 2008 |
| 4  | That Is Not My Son           | 10 listopada 2008    |
| 5  | The Night Train to Moscow    | 17 listopada 2008    |
| 6  | High Crimes and Turducken    | 24 listopada 2008    |
| 7  | Down Rio Way                 | 1 grudnia 2008       |
| 8  | Love In All the Wrong Places | 8 grudnia 2008       |
| 9  | Henry And The Terrible...Day | 15 grudnia 2008      |